# Alain Peyrefitte
Alain Peyrefitte (Najac, Aveyron, 26 de agosto de 1925 - París, 27 de noviembre de 1999) fue un erudito y político francés. Fue confidente de Charles de Gaulle y desarrolló una larga carrera en la función pública, ejerciendo como diplomático en Alemania y Polonia. Peyrefitte es recordado por su apoyo a la partición de Argelia en medio de la Guerra de Argelia.
Peyrefitte fue Ministro de Información de 1962 a 1966, estableciendo las reglas de los debates presidenciales entre las dos vueltas electorales; y Ministro de Justicia de 1977 a 1981, viéndose implicado en el asunto que rodeó la misteriosa muerte de Robert Boulin en 1979.
El 15 de diciembre de 1986, sobrevivió a un atentado perpetrado por miembros de Action Directe (AD) frente a su domicilio. El conductor de su coche murió en el atentado.

## Biografía
Alain Peyrefitte nació como Roger Antoine. Cambió su nombre de pila durante sus estudios para evitar confusiones con su tocayo Roger Peyrefitte, un escritor muy controvertido en la época. Se dice que ambos compartieron antepasados en el pueblo de Salsein, aunque su parentesco no se ha establecido con certeza.
Tras la Liberación de Francia, se traslada a París. Suspende el examen de acceso a la École normale supérieure (París), en su primer intento, antes de aprobar al año siguiente. En 1946 ingresa en la recién creada École nationale d'administration (Francia) y forma parte de su primera promoción (1946-1947), denominada "France combattante". Completó ambos cursos en paralelo.
A continuación elaboró una tesis doctoral, presentada en la Sorbona en 1947 con el título Phénoménologie de la confiance, que no defendió hasta treinta y siete años más tarde, cuando tuvo edad suficiente para solicitar una cátedra de Doctor de Estado. Durante unos meses trabajó como becario de investigación antropológica en el CNRS, y a continuación comenzó a trabajar sobre la noción de confianza, que iba a estar en el centro de su pensamiento durante toda su vida.

## Trayectoria
Peyrefitte ejecutó una larga carrera política en servicio del estado. Inició su carrera como adjunto, y luego encargado de investigación en el Centre National de la Recherche Scientifique, para pasar luego a ejercer como diplomático.

### Diplomático
En 1948 emprendió la carrera diplomática. Primero trabajó en Alemania con Jean-François Deniau bajo la dirección de André François-Poncet, entonces Alto Comisario para la Zona de Ocupación Francesa en Alemania. Llevaba una vida de recepciones oficiales y actos sociales de todo tipo. Pero, sobre todo, fue testigo del despegue económico de Alemania Occidental, que descifró en notas dirigidas al  Ministerio de Asuntos Exteriores de Francia y cuyo ejemplo alimentó las reflexiones publicadas más tarde en Le Mal français.
Alain Peyrefitte regresó a París a finales de 1952. Sin embargo, su estancia en Alemania inspiró a Monique, esposa de Alain, una novela titulada Ton pays sera mon pays, que publicó en 1953, pocos meses después de su regreso a París, bajo el seudónimo de Claude Orcival. Los principales colaboradores de Alain Peyrefitte podían identificarse fácilmente con los personajes de la novela. A menudo son retratados en términos bastante negativos, lo que le granjeó a Alain Peyrefitte una profunda enemistad por parte de ellos, en particular de André François-Poncet.
En 1954, Alain Peyrefitte viajó a Cracovia (Polonia), donde fue nombrado Cónsul General de Francia en Cracovia. A pesar de unas condiciones de vida a veces difíciles y de una vigilancia policial tal vez menos severa que en otras ciudades del mundo comunista, pero no por ello menos real, Alain Peyrefitte aprovechó su estancia para observar de cerca las condiciones de vida de los habitantes recién salidos de la dominación soviética. Registró sus experiencias en numerosos envíos al Quai d'Orsay. Evidentemente, estas observaciones alimentaron sus reflexiones sobre el desarrollo, plasmadas más tarde en dos libros, Le Mal français y La Société de confiance.
Alain Peyrefitte regresó a París en 1956. Se quedó a trabajar en el Quai d'Orsay (Ministerio de Asuntos Exteriores de Francia), donde se dedicó a los asuntos europeos.

## Político

### Entrada en política (1958)
Peyrefitte fue elegido diputado de la UNR por Seine-et-Marne en 1958, en las primeras elecciones legislativas tras el regreso al poder de Charles de Gaulle. A partir de entonces fue reelegido continuamente, salvo en 1981, cuando fue derrotado por el socialista Marc Fromion, tras la victoria de François Mitterrand en las elecciones presidenciales, pero la elección de Fromion fue invalidada y Peyrefitte recuperó su escaño en enero de 1982, en unas elecciones parciales. Ocupó este escaño hasta 1995. Ese año, Peyrefitte renuncia a su escaño de diputado para convertirse en Senador por Seine-et-Marne, cargo que ocuparía hasta su muerte. 
Peyrefitte presentaba un perfil atípico entre los diputados gaullistas, debido a su corta edad y a su formación en la ENA. Esta originalidad atrajo al général de Gaulle, que lo convirtió en uno de sus ayudantes, responsable en particular de la partición de Argelia en 1961 y de las cuestiones europeas. 

### Participación local en Seine-et-Marne (1958-1997)
Elegido diputado por Seine-et-Marne en 1958, se había presentado por primera vez al sufragio universal unos meses antes, en abril de 1958, es decir, antes del regreso del General de Gaulle al poder, en unas elecciones cantonales en el cantón de Bray-sur-Seine. Derrotó al candidato titular por un estrecho margen, pero finalmente perdió en la segunda vuelta.
Peyrefitte también fue elegido Consejero General de Bray-sur-Seine de 1964 a 1988, y Vicepresidente Primero del Consejo General de Seine-et-Marne de 1982 a 1988.
Fue elegido alcalde de Provins durante 32 años, de 1965 a marzo de 1997.

### Entrada en el Gobierno (1962)
En 1962 fue nombrado Secretario de Estado para la Información por el general Charles de Gaulle (de quien fue además confidente) y tuvo, ese mismo año, una breve estancia en el Ministerio encargado de los repatriados de las antiguas colonias. En 1967 fue nombrado ministro de Educación, tras una estancia relámpago en el Ministerio de Investigación. No obstante, se vio obligado a dimitir con motivo de los acontecimientos del Mayo francés, en mayo de 1968.
No regresó al Gobierno hasta 1973, llamado por Georges Pompidou. Tuvo, en ese intermedio, ocasión de efectuar varias visitas a China en tanto que parlamentario. De uno de estos viajes trajo uno de sus libros más célebres: Cuando China despierte... el mundo temblará. Durante la presidencia de Valéry Giscard d'Estaing fue nombrado ministro de Cultura y de Medio Ambiente antes de ser nombrado en 1977 Ministro de Justicia, cargo que ocuparía hasta mayo de 1981. Fue igualmente alcalde de Provins (departamento de Seine-et-Marne) durante cerca de 30 años. Fue elegido miembro de la Academia francesa el 10 de febrero de 1977.
Durante su estancia en el Ministerio de Justicia, se encontró a menudo con acusaciones de Robert Badinter. En efecto, Peyrefitte se había declarado, al igual que Valéry Giscard d'Estaing, contra la pena de muerte. Sin embargo, durante su mandato, según Robert Badinter, Peyrefitte habría seguido una política absurda en materia de pena de muerte. De hecho, Peyrefitte declaró en 1979 que “la pena de muerte se mantiene excepcionalmente hasta su abolición definitiva”. A esta declaración siguió un animado debate entre Peyrefitte y Badinter en las columnas del periódico Le Monde de aquel año. La cuestión no era sólo de principios ya que, aunque la última ejecución en Francia se remonta al 10 de septiembre de 1977, la suerte de varios condenados a muerte dependía bien de los recursos de casación, bien del resultado de las elecciones presidenciales de 1981, Valéry Giscard d'Estaing rechaza la abolición y François Mitterrand la promete.
Alain Peyrefitte ya no desempeñaba ninguna otra función ministerial, aunque no descartaba liderar un gobierno de convivencia tras la victoria de la derecha en las elecciones legislativas de 1986. Luego se dedicó principalmente a sus funciones como electo local, senador, escritor y periodista como director del comité editorial de Le Figaro . El 15 de diciembre de 1986, escapó por poco de un ataque atribuido a Acción Directa cerca de su casa en Provins; un empleado municipal muere al explotar su coche.

## Escritor
Su obra literaria le valió la elección como miembro de la Académie française el 10 de febrero de 1977, en la silla de Paul Morand, número  11. Fue elegido miembro de la Academia de Ciencias Morales y Políticas el 1 de junio de 1987, en la cátedra de Raymond Tournoux, en la sección de Historia. Al finalizar sus estudios, publicó una primera obra basada en su vida estudiantil, Rue d'Ulm, chroniques de la vie normalienne, en 1946.
Su primer ensayo, Le Mythe de Pénélope, publicado en 1949, recibió el premio Lange de la Académie française. En Le Mal français, publicado a finales de 1976, trató de sacar lecciones de su actuación, y sobre todo de los obstáculos que había encontrado al intentar reformar el Estado como jefe de ministerios: "cuando escribí Le Mal français, sentí la necesidad de hacer balance. Dos veces había sido incapaz de sacar adelante un proyecto de reforma, a pesar de que había sido minuciosamente preparado, en mayo de 1968 en el Ministerio de Educación y en 1973 en el Ministerio de la Reforma Administrativa". En particular, retoma las tesis de Michel Crozier publicadas en 1970 en La Société bloquée. Este ensayo fue un gran éxito de ventas, con un millón de ejemplares vendidos. En 1995, Peyrefitte publicó un ensayo titulado La sociedad de confianza, en el que estudió las causas del desarrollo y del subdesarrollo en el mundo, profundizando así una idea ya comentada en Le Mal français. Con numerosos ejemplos de apoyo, defiende la idea de que los principales factores del desarrollo y del subdesarrollo no se encuentran en determinadas causas materiales clásicamente mencionadas, como el clima o los recursos naturales, sino en lo que llama el "tercer factor intangible". es decir cultura, mentalidades. Más precisamente, el motor del desarrollo estaría en la constitución de una sociedad de confianza, confianza que el Estado deposita en la iniciativa individual y, sobre todo, confianza que los individuos depositan en el Estado, se reconocen y se relacionan entre sí. Sería en particular este “ethos de confianza” el que, rompiendo los tabúes tradicionales y promoviendo la innovación, la movilidad, la competencia y la iniciativa racional y responsable, habría permitido el desarrollo de Europa Occidental en los últimos siglos. La publicación del trabajo se produjo tras la presentación de una tesis en la Sorbona sobre el mismo tema de la confianza. En opinión de Alain Peyrefitte, la confianza es el motor de las numerosas iniciativas que han hecho la sociedad industrial y no, según la famosa tesis de Max Weber, la teoría de la predestinación de los calvinistas y su puritanismo, que habría incitado a los anglosajones. -Los calvinistas sajones buscaban el éxito social a través de su trabajo. En 1993-1994 impartió una serie de lecciones en el Collège de France, tituladas El milagro de la economía, publicadas en 1995. Si bien las privaciones han sido la suerte común de los hombres desde el principio, intenta explicar el milagro del desarrollo que ha permitió que Europa Occidental, luego Estados Unidos y Japón, se liberaran del exceso de mortalidad, el hambre, las enfermedades endémicas y el analfabetismo, que todavía abundaban allí, hace doscientos años. Su objetivo es sacarlos a la luz para que las tres cuartas partes de la humanidad que todavía sufren estos horrores puedan también ser conquistadas por el “milagro del desarrollo”.
C'était de Gaulle, constituye una referencia para el conocimiento del fundador de la Quinta República. Jean d'Ormesson escribe: “Más que un libro: una fecha de la historia contemporánea. La habilidad suprema del pintor es desvanecerse ante aquel a quien da vida en un retrato impactante. El diputado y gaullista Jacques Baumel considera que es su obra de autor de memorias la que pasará a la historia, llamándolo“  Saint-Simon de la Quinta República”. Su editor, Bernard de Fallois, llegó a decir: “Creo que los tres volúmenes de Peyrefitte son mucho más importantes que las Memorias del general. Allí encontramos todo sobre Gaulle, tal como era, sus cualidades pero también sus defectos.».
C'était de Gaulle apareció en tres volúmenes, los dos primeros en 1994 y 1997 y el último, póstumo, en 2000. Si esta obra apareció tanto tiempo después de la muerte del general de Gaulle en 1970, a pesar de las insistentes peticiones de numerosos editores, esta Esto se debe a que Alain Peyrefitte se había impuesto como norma no publicar nada hasta unos veinte años después de ésta: “No quiero aprovechar su muerte”. le dijo a su editor.

### Periódicos
Alain Peyrefitte colaboró con varios periódicos y revistas, en particular Le Figaro, del que fue presidente del comité editorial desde 1983.

## Muerte
Alain Peyrefitte murió en París el 27 de noviembre de 1999, a la edad de 74 años, a causa de un cáncer. Su funeral se celebró en la iglesia de Saint-Louis des Invalides, en presencia del presidente Jacques Chirac, luego se rindieron honores militares y un homenaje pronunciado por Jean-François Deniau. Fue enterrado en los Inválidos, donde también se encuentra la tumba de Napoleón y otros venerados líderes nacionales.

## Funciones de gobierno

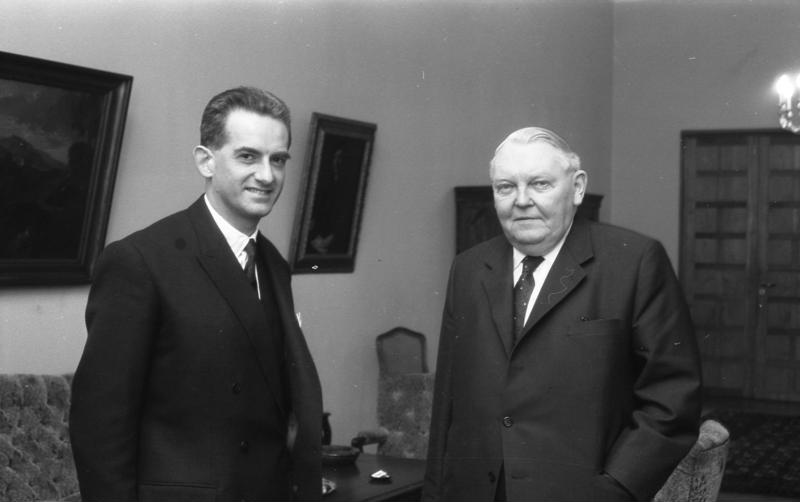
Alain Peyrefitte, Ludwig Erhard, 1964.

- Secretario de estado adjunto al primer ministro, y encargado de la Información en el primer Gobierno de Georges Pompidou (entre el 14 de abril y el 11 de septiembre de 1962).
- Ministro delegado adjunto al primer ministro, encargado de los Repatriados, en el primer Gobierno de Georges Pompidou (entre el 11 de septiembre y el 28 de noviembre de 1962).
- Ministro de Información en el segundo Gobierno de Georges Pompidou (entre el 6 de diciembre de 1962 y el 8 de enero de 1966).
- Ministro delegado, encargado de la Investigación científica y de los temas atómicos y espaciales, en el tercer Gobierno de Georges Pompidou (entre el 8 de enero de 1966 y el 6 de abril de 1967).
- Ministro de Educación en el cuarto Gobierno de Georges Pompidou (entre el 6 de abril de 1967 y el 28 de mayo de 1968).
- Ministro encargado de las Reformas administrativas en el segundo Gobierno de Pierre Messmer (entre el 5 de abril de 1973 y el 27 de febrero de 1974).
- Ministro de Cultura y Medio Ambiente en el tercer Gobierno de Pierre Mesmer (entre el 1 de marzo y el 28 de mayo de 1974).
- Ministro de Justicia en el segundo Gobierno de Raymond Barre (entre el 30 de marzo de 1977 y el 5 de abril de 1978).
- Ministro de Justicia en el tercer Gobierno de Raymond Barre (entre el 5 de abril de 1978 y el 22 de mayo de 1981).

## Premios y reconocimientos
- Caballero de  la Legión de Honor[22]
- Comendador de la Orden de las Artes y las Letras[22] el 17 septembre 1974.[23]
- Comendador de la Orden de Palmas Académicas Lange Prize (1950).[22]
- Gran Oficial de la Orden del Mérito de la República Italiana (1964).[24]
- Gran Cruz de la Orden del Mérito Civil (1966)
- Comendador de las Artes y las Letras (1974)
- Premio Henri Malherbe (1995)
- Pierre Lafue Prize (1997)
- Oficial de la Orden Nacional de Quebec (1998)
- Comendador de la Orden del Mérito Cultural (Mónaco) el 18 de noviembre de 1999.[25]

## Libros
Es autor de El imperio inmóvil y Quand la Chine s'éveillera... le monde tremblera. Fuera de Francia es probablemente más conocido por su libro Le Mal français (traducido como El problema con Francia), que aborda la cuestión de si hay algo único en el carácter francés que ha causado algunos de los peculiares problemas recurrentes del país. El libro sitúa sus propias observaciones y experiencias como periodista y ministro del Gobierno dentro de una visión panorámica de la historia francesa y europea desde la época medieval hasta la moderna.

## Libros publicados
- 1946: Rue d'Ulm, chroniques de la vie normalienne
- 1947: Le sentiment de confiance, ensayo
- 1948: Les roseaux froissés, novela
- 1949: Le mythe de Pénélope, ensayo
- 1961: Faut-il partager l'Algérie ?, ensayo
- 1973: Quand la Chine s'éveillera... le monde tremblera, ensayo
- 1976: Le mal français, ensayo
- 1981: Les chevaux du lac Ladoga - la justice entre les extrêmes, ensayo
- 1983: Quand la rose se fanera, ensayo
- 1985: Encore un effort, Monsieur le Président, ensayo
- 1989: L'empire immobile ou le choc des mondes, escrito histórico
- 1990: La tragédie chinoise, ensayo
- 1995: La société de confiance
- 1997: La Chine s'est éveillée.
- 1994-2000: C'était de Gaulle, memorias

Prefacio
- La nouvelle Europe de Charlemagne, de Marc Rousset